# Sinvergüenza
Sinvergüenza es una película argentina filmada en blanco y negro, dirigida por Leopoldo Torres Ríos según su propio guion escrito en colaboración con Carlos Cabral que se estrenó el 30 de octubre de 1940. Está protagonizada por Paquito Busto, Aída Alberti y Adolfo Stray.

## Sinopsis
Una joven muy criticada por su familia por su vida disipada emprende un nuevo camino. 

## Reparto
- Paquito Busto … Manolo Peñalva
- Aída Alberti …Susana
- Adolfo Stray …Julio
- Arturo Palito … Batista
- Alberto Terrones … Luis Castillo
- María Esther Podestá …Luisa
- Elvira Quiroga … María Castillo
- Elvira Remet…Elena
- Serafín Paoli … Cayetano
- Tito Climent …Jorge
- Julio Bianquet … Pepe Saldívar
- Miguel Ricatti
- Sara Ruasán …Irene

## Comentario
Calki escribió que era un “filme intrascendente, gracioso, de molde teatral…sigue la racha del teatro fotografiado…el que se revela como excelente cómico es Arturo Palito”.